# Condado de Pike (Misisipi)
El condado de Pike (en inglés: Pike County), fundado en 1815, es un condado del estado estadounidense de Misisipi. En el año 2000 tenía una población de 38.940 habitantes con una densidad poblacional de 37 personas por km². La sede del condado es Magnolia.

## Geografía
Según la Oficina del Censo, el condado tiene un área total de 1064 km² (410,8 mi²), de la cual 1059 km² (408,9 mi²) es tierra y 5 km² (1,9 mi²) es agua.

## Demografía
En el 2000 la renta per cápita promedia del condado era de $ 24,562, y el ingreso promedio para una familia era de $29,415. El ingreso per cápita para el condado era de $14,040. En 2000 los hombres tenían un ingreso per cápita de $27,450 frente a $17,405 para las mujeres. Alrededor del 25.30% de la población estaba bajo el umbral de pobreza nacional.

## Condados adyacentes
- Condado de Lincoln (norte)
- Condado de Walthall (este)
- Parroquia de Washington, Luisiana (sureste)
- Parroquia de Tangipahoa, Luisiana (sur)
- Condado de Amite (oeste)

## Localidades
Ciudades
- Magnolia
- McComb

Pueblos
- Osyka
- Summit

Áreas no incorporadas
- Chatawa
- ernwood
- Pricedale
- Progress

## Principales carreteras
- Interestatal 55
- U.S. Highway 51
- U.S. Highway 98
- Carretera 24
- Carretera 44
- Carretera 48
- Mississippi Highway 570 Carretera 570
- Mississippi Highway 584 Carretera 584